# Anopsobius schwabei
Anopsobius schwabei är en mångfotingart som först beskrevs av Karl Wilhelm Verhoeff 1939.  Anopsobius schwabei ingår i släktet Anopsobius och familjen fåögonkrypare. Inga underarter finns listade i Catalogue of Life.